# KCNJ10
KCNJ10 (англ. Potassium voltage-gated channel subfamily J member 10) – білок, який кодується однойменним геном, розташованим у людей на короткому плечі 1-ї хромосоми.  Довжина поліпептидного ланцюга білка становить 379 амінокислот, а молекулярна маса — 42 508.
| 10         |  | 20         |  | 30         |  | 40         |  | 50         |
| ---------- |  | ---------- |  | ---------- |  | ---------- |  | ---------- |
| MTSVAKVYYS |  | QTTQTESRPL |  | MGPGIRRRRV |  | LTKDGRSNVR |  | MEHIADKRFL |
| YLKDLWTTFI |  | DMQWRYKLLL |  | FSATFAGTWF |  | LFGVVWYLVA |  | VAHGDLLELD |
| PPANHTPCVV |  | QVHTLTGAFL |  | FSLESQTTIG |  | YGFRYISEEC |  | PLAIVLLIAQ |
| LVLTTILEIF |  | ITGTFLAKIA |  | RPKKRAETIR |  | FSQHAVVASH |  | NGKPCLMIRV |
| ANMRKSLLIG |  | CQVTGKLLQT |  | HQTKEGENIR |  | LNQVNVTFQV |  | DTASDSPFLI |
| LPLTFYHVVD |  | ETSPLKDLPL |  | RSGEGDFELV |  | LILSGTVEST |  | SATCQVRTSY |
| LPEEILWGYE |  | FTPAISLSAS |  | GKYIADFSLF |  | DQVVKVASPS |  | GLRDSTVRYG |
| DPEKLKLEES |  | LREQAEKEGS |  | ALSVRISNV  |  |            |  |            |

A: Аланін

C: Цистеїн

D: Аспарагінова кислота

E: Глутамінова кислота

F: Фенілаланін

G: Гліцин

H: Гістидин

I: Ізолейцин

K: Лізин

L: Лейцин

M: Метіонін

N: Аспарагін

P: Пролін

Q: Глутамін

R: Аргінін

S: Серин

T: Треонін

V: Валін

W: Триптофан

Кодований геном білок за функціями належить до іонних каналів, потенціалзалежних каналів. 
Задіяний у таких біологічних процесах як транспорт іонів, транспорт, транспорт калію. 
Білок має сайт для зв'язування з АТФ, нуклеотидами, калію. 
Локалізований у клітинній мембрані, мембрані.